# 207. Infanterie-Division (Wehrmacht)
Die 207. Infanterie-Division (207. ID) war eine deutsche Infanteriedivision des Heeres im Zweiten Weltkrieg im Wehrkreis II.

## Geschichte

### Aufstellung
Die 207. ID wurde in Stargard als Division der 3. Aufstellungswelle im August 1939 aufgestellt.

### Grenzsicherung in Pommern
Ihr erster Auftrag diente dem Grenzschutz hinter der 4. Armee in Pommern.

### Polenfeldzug
Während des Überfalls auf Polen im September 1939 marschierte die 207. ID von Bütow nach Berent und Karthaus bis nach Gdingen.

### Besatzungstruppe Polen
Nach der Eroberung Polens verblieb die 207. ID bis zum Dezember 1939 dort als Besatzungstruppe. In dieser Zeit war der Division die SS-Standarte / -Regiment „Der Führer“ unterstellt.
Danach wurde die Einheit nach Westfalen zur 6. Armee verlegt und später der 18. Armee unterstellt umgegliedert.

### Fall Gelb
1940 war die 207. ID am Fall Gelb beteiligt und stieß aus Elten in die Niederlande vor und gelangte über IJssel und Niederrhein bis nach Arnheim. Sie konnte Ede, Rhenen, Utrecht, Doorn, Amsterdam und Scheveningen mit einnehmen.

### Frankreichfeldzug
In der Schlacht um Frankreich gehörte sie zu den Truppen, die Paris einnehmen sollte. Die 207. ID wurde jedoch vor Erreichen des Ziels in die Niederlande zurückbeordert.

### Beurlaubung 1940
Die Inaktivierung der Division erfolgte im August 1940 im Heimatwehrkreis Pommern.

### Verwendung zur Aufstellung von Sicherungs-Divisionen
Anfang 1941 wurde der Großverband auf dem Truppenübungsplatz Groß Born in die neu aufgestellten Sicherungs-Divisionen 207, 281 und 285 aufgeteilt.

## Traditionspflege
Für diese Division existierte nach dem Krieg ein sogenannter Traditionsverband der 207./281. Infanterie-Division (auch Verein ehemaliger Infanterie-Division Nr. 207 zu Berlin), welcher unterschiedliche Veröffentlichungen zur Geschichte der Division herausgab.

## Kommandeur
- Generalmajor/Generalleutnant Carl von Tiedemann

## Gliederung
- Infanterie-Regiment 322
- Infanterie-Regiment 368 (unter dem späteren Generalmajor Curt von Oesterreich)
- Infanterie-Regiment 374
- Artillerie-Regiment 207
- Pionier-Bataillon 207
- Panzerabwehr-Abteilung 207
- Aufklärungs-Abteilung 207
- Nachrichten-Abteilung 207
- Nachschubtruppen 207

## Bekannte Divisionsangehörige
- Gerd-Paul von Below, später Generalmajor, war Kommandeur des III. Bataillons des Infanterie-Regiments 374 und Kommandeur des Infanterie-Regiments 374
- Curt von Oesterreich, später Generalmajor, war Kommandeur des Infanterie-Regiments 368